# پلگرینو آرتوزی

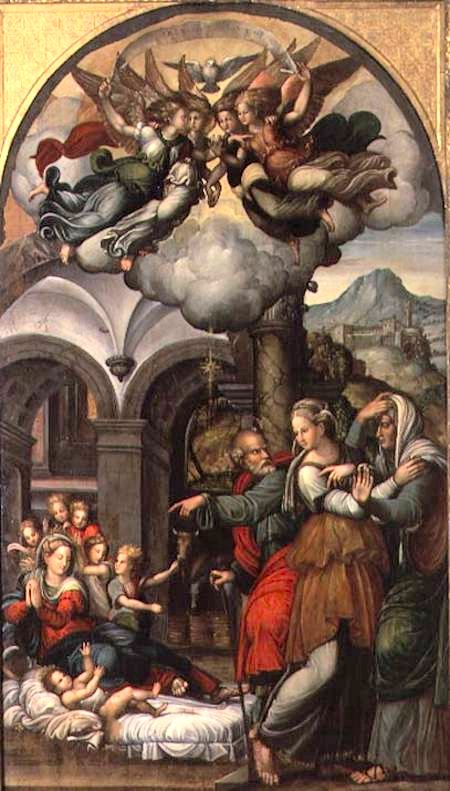
از آثار پلگرینو آرتوزی

پلگرینو آرتوزی (انگلیسی: Pellegrino Aretusi؛ ۱۴۶۰ – ۱۵۲۳) نقاش اهل کشور ایتالیا بود.وی متولد شهر مودنا بود.